# Roman Smolej
Roman Smolej, slovenski hokejist, * 6. september 1946, Jesenice.
Smolej je bil dolgoletni član kluba HK Acroni Jesenice. Leta 1968 je skupaj s Slavkom Beravsom, Vladom Jugom in Rudijem Hitijem prestopil v HK Olimpija, kar je povzročilo veliko razburjenje na Jesenicah. Ta prestop je sprožil rivalstvo med ljubljanskih in jeseniških klubom, ki še vedno traja. Za jugoslovansko reprezentanco je nastopil na Olimpijskih igrah 1968 v Grenoblu, 1972 v Saporu in 1976 v Innsbrucku. 